# Chord Overstreet
Chord Paul Overstreet (sinh ngày 17 tháng 2 năm 1989) là một diễn viên, ca sĩ, nhạc sĩ người Mỹ, được biết đến nhiều nhất với vai Sam Evans trong sê ri phim truyền hình Glee.

## Tiểu sử
Chord được sinh ra ở Nashville, Tennessee, là con của nghệ sĩ trang điểm Julie Miller và ca sĩ nhạc sĩ nhạc đồng quê Paul Overstreet. Anh có một người anh trai, Nash, tay ghi-ta của ban nhạc Hot Chelle Rae, một người chị gái, Summer, và ba người em gái, Harmony, Skye and Charity. Anh mang dòng máu Đức, Ireland, Anh và "một chút Mỹ". Tên của anh được đặt theo thuật ngữ âm nhạc cùng tên. Anh lớn lên ở một trang trại ngoại ô Nashville. Được bố mẹ ủng hộ theo đuổi sự nghiệp âm nhạc, anh bắt đầu chơi đàn mandolin từ khi rất nhỏ, và tiếp tục với trống, sáo, dương cầm và ghi-ta. Anh còn là một nhạc sĩ. Trong những năm thiếu niên, anh làm người mẫu cho Famous Footwear và Gap.

## Sự nghiệp diễn xuất

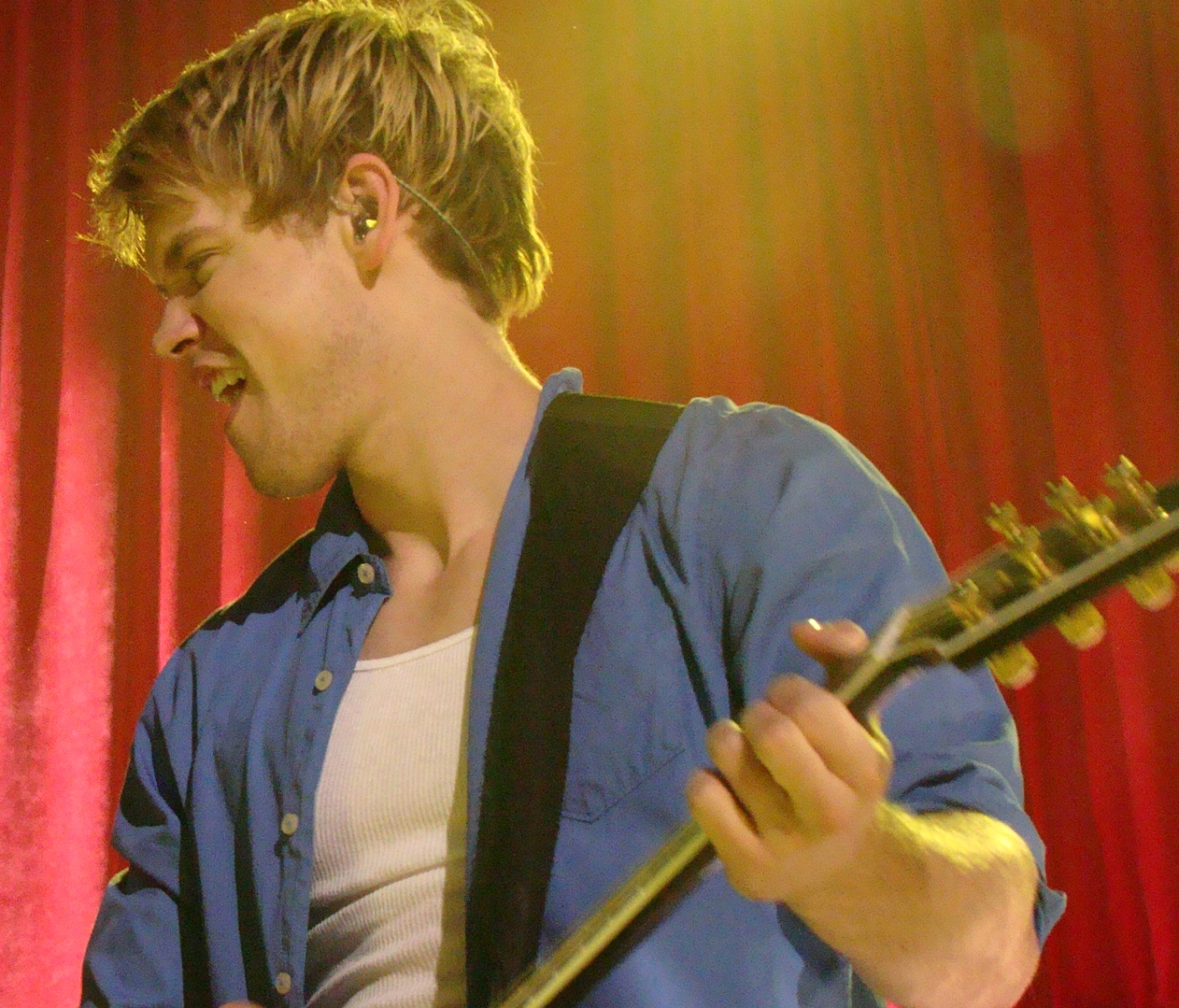
Chord trong vai Sam Evans trong tour diễn Glee Live! In Concert!

Chord bắt đầu theo đuổi niềm đam mê biểu diễn sau khi tốt nghiệp trung học vào năm 2007. Sau 2 năm không mấy thành công, Chord bắt đầu sự nghiệp diễn xuất với vai Josh Hollis trong sê ri Private. Anh cũng góp mặt trong tập iSpeed Date của iCarly và một tập phim không được lên sóng của No Ordinary Family. Vai diễn điện ảnh đầu tiên của anh nằm trong bộ phim kinh dị The Hole, anh cũng thủ vai chính Dupree trong bộ phim A Warrior's Heart năm 2011 cùng với Ashley Greene và Kellan Lutz.
Chord đảm nhận vai Sam Evans, một học sinh và vận động viên, trong sê ri phim truyền hình Glee. Anh nhận được vai diễn sau khi thử vai với ca khúc "Easy" của Commodores và "I Don't Want to Be" của Gavin DeGraw. Sau đó anh thể hiện ca khúc "Billionaire" của Travie McCoy và Bruno Mars để thử phòng thu, và cuối cùng biểu diễn ca khúc này trong tập đầu tiên của mùa thứ hai "Audition", cũng như "Every Rose Has Its Thorn" của Poison. Anh thủ vai Rocky trong tập phim lấy chủ đề The Rocky Horror Picture Show "The Rocky Horror Glee Show".
Ngày 21 tháng 4 năm 2011, video của ca khúc "Tonight Tonight‬" bởi Hot Chelle Rae được đăng tải lên YouTube, bao gồm những cảnh quay Chord hôn nhau với một cô gái mà anh chiếm được từ ca sĩ chính trên một chiếc máy photocopy, làm DJ ở một bữa tiệc và chơi ghi-ta cùng anh trai, thành viên nhóm Nash.
Ngày 1 tháng 7 năm 2011, Michael Ausiello của TVLine thông báo rằng Chord sẽ không trở thành một diễn viên chính trong mùa thứ ba của Glee, nhưng có thể anh sẽ quay trở lại với tư cách khách mời. Phản ứng trước điều này, người hâm mộ đã phát động một chiến dịch để quảng bá bản cover "Billionaire" của Overstreet và nhiều tag liên quan đến anh, đáng chú ý nhất là "#dontcutthechord", trở thành trend trên Twitter. Ca khúc lọt vào bảng xếp hạng Top 5 "Glee" của iTunes.
Tại sự kiện Comic-Con năm 2011, đồng tác giả của Glee Brad Falchuk thông báo rằng họ đã mời Chord tham gia vào 10 tập phim với khả năng trở thành diễn viên chính, nhưng Chord đã từ chối lời đề nghị. Sau đó Overstreet nói với Ausiello trong một bài phỏng vấn rằng anh quyết định rời khỏi phim để tập trung cho sự nghiệp ca hát, "Họ cho tôi cơ hội quay trở lại trong vài tập phim, nhưng chẳng có gì đảm bảo nên tôi quyết định đi sâu vào âm nhạc."
Ngày 18 tháng 10 năm 2011, đồng tác giả Ryan Murphy thông báo và xác nhận 6 ngày sau rằng Chord sẽ quay trở lại Glee bắt đầu từ tập 8. Tập này, "Hold On to Sixteen", với sự xuất hiện của nhân vật Sam, lên sóng vào ngày 6 tháng 12 năm 2011. Ngày 23 tháng 7 năm 2012, Chord được xác nhận là sẽ trở thành diễn viên chính cho mùa thứ tư của Glee.

## Các phim đã đóng
| Năm  | Tên phim                   | Vai diễn  | Ghi chú |
| ---- | -------------------------- | --------- | ------- |
| 2009 | The Hole                   | Adam      |         |
| 2011 | A Warrior's Heart          | Dupree    |         |
| 2011 | Glee: The 3D Concert Movie | Sam Evans |         |

| Năm      | Tên phim           | Vai diễn      | Ghi chú                                 |
| -------- | ------------------ | ------------- | --------------------------------------- |
| 2009     | iCarly             | Eric          | Tập: "iSpeed Date"                      |
| 2009     | Private            | Josh Hollis   | Vai phụ; 11 tập                         |
| 2010     | No Ordinary Family | Lucas Fisher  | Tập: "Unaired Pilot"                    |
| 2010–nay | Glee               | Sam Evans     | Vai phụ (Mùa 2–3) Vai chính (Mùa 4–nay) |
| 2011     | The Middle         | Mr. Wilkerson | Tập: "Hecking Order"                    |

## Danh sách đĩa nhạc

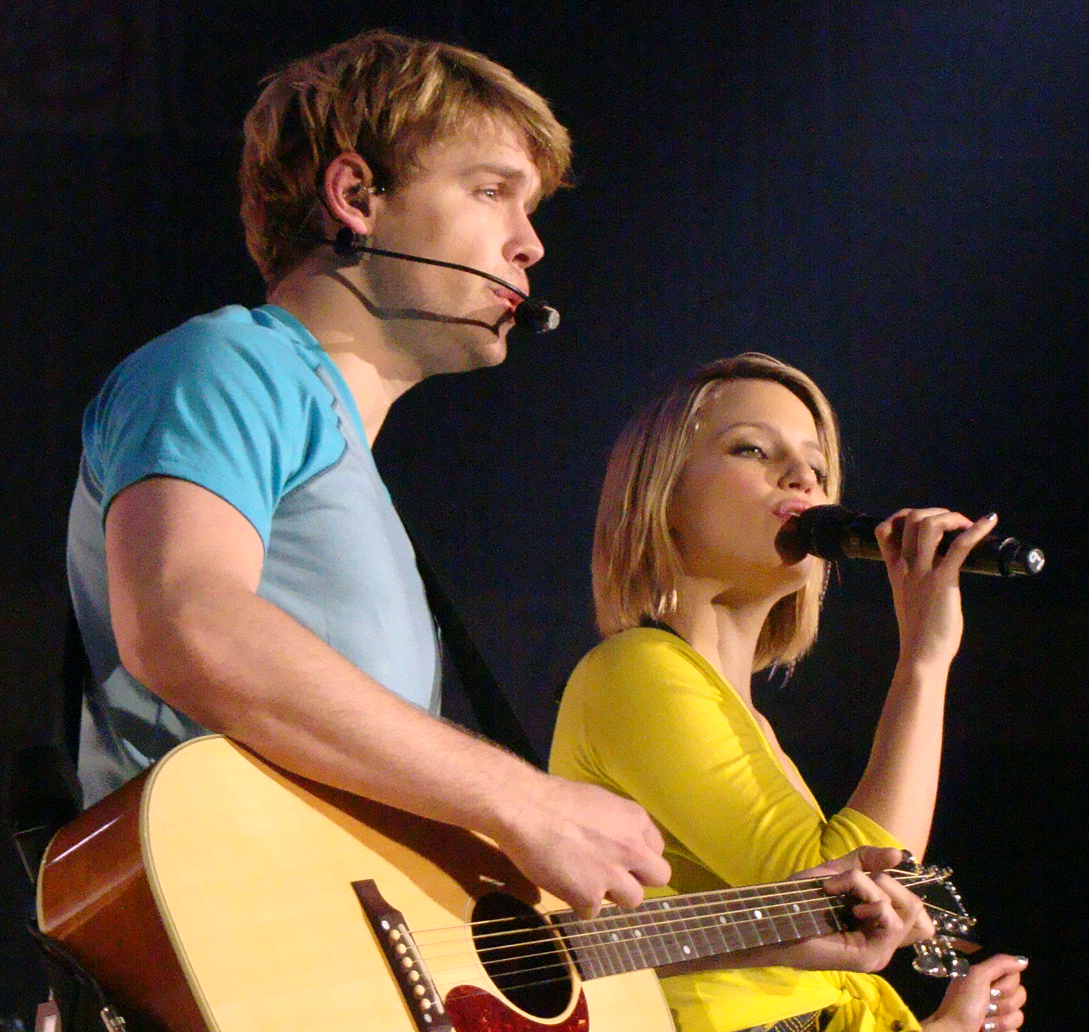
Chord biểu diễn "Lucky" cùng với Dianna Agron trong tour diễn.

Bản cover "Billionaire" của Chord được phát hành thành đĩa đơn và xếp ở các vị trí thứ 15 tại Ireland, thứ 24 tại Canada, thứ 28 tại Mỹ và thứ 34 tại Australia. Bản cover "Lucky" của anh cũng được phát hành thành đĩa đơn. Chord cũng xuất hiện trong video âm nhạc "Tonight Tonight" của Hot Chelle Rae, cùng với anh trai, thành viên của nhóm Nash Overstreet.
Ngày 13 tháng 10 năm 2011, một trong những ca khúc solo của Chord, "Beautiful Girl", bị rò rỉ lên mạng.
Tour diễn
- Glee Live! In Concert! trong vai Sam Evans (2011)

## Giải thưởng
| Năm  | Giải thưởng                                                                  | Hạng mục                                            | Đối tượng đề cử           | Kết quả |
| ---- | ---------------------------------------------------------------------------- | --------------------------------------------------- | ------------------------- | ------- |
| 2011 | Screen Actors Guild Awards                                                   | Tập thể diễn viên xuất sắc trong một sê ri phim hài | Glee                      | Đề cử   |
| 2012 | Screen Actors Guild Awards                                                   | Tập thể diễn viên xuất sắc trong một sê ri phim hài | Glee                      | Đề cử   |
| 2012 | Hollywood Teen TV Awards Lưu trữ ngày 7 tháng 3 năm 2012 tại Wayback Machine | Ngôi sao đột phá được yêu thích                     | Glee                      | Đề cử   |
| 2012 | Grammy Award                                                                 | Album nhạc phim xuất sắc nhất                       | Glee: The Music, Volume 4 | Đề cử   |
| 2013 | Screen Actors Guild Awards                                                   | Tập thể diễn viên xuất sắc trong một sê ri phim hài | Glee                      | Đề cử   |